# Nghiện tình dục
Nghiện tình dục hay, hội chứng nghiện tình dục, hội chứng nghiện sex chỉ hiện tượng cá nhân cho rằng mình không thể kiểm soát hành vi tình dục. Hiện tượng này cũng được gọi là phụ thuộc tình dục. Nhiều nhà tình dục học tranh cãi về sự tồn tại của hiện tượng này cũng như tên gọi, đặc tính của nó. Những giả thuyết về hiện tượng này có những mô tả khác nhau tùy vào mô hình mà chúng giả định.
Nhiều bác sĩ chuyên khoa và nhà tư vấn đưa ra cách chữa trị nghiện tình dục. Ngoài ra, các nhóm tự giải quyết như các nhóm nặc danh nghiện tình dục như Sex Addicts Anonymous, Sexaholics Anonymous, Sexual Compulsives Anonymous và Sex and Love Addicts Anonymous. Đây là những nhóm lớn dựa trên hệ thống 12 bước của nhóm Alcoholics Anonymous đề ra. Có nhiều diễn đàn hỗ trợ trực tuyến những nhóm này cũng như gặp gỡ ở thành thị.

## Định nghĩa
Những nhà tình dục học vẫn chưa đạt được sự đồng thuận về việc nghiện tình dục có thực tồn tại hay, nếu cho rằng nó tồn tại, làm cách nào để mô tả hiện tượng đó. Một số chuyên gia tin rằng nghiện tình dục thực ra là một sự nghiện ngập tương tự như nghiện rượu và ma túy. Các chuyên gia khác thì tin rằng nghiện tình dục thực ra là một dạng của sự rối loạn ám ảnh ép buộc và xem nó như là sự cưỡng ép tình dục. Và vẫn có những chuyên gia khác tin rằng nghiện tình dục là chuyện tưởng tượng, là một sản phẩm phụ của văn hóa và những tác động khác.

### DSM
Hiệp hội Tâm thần học Hoa Kỳ xuất bản và cập nhật định kỳ Cẩm nang Chẩn đoán và Thống kê Rối loạn tâm thần (DSM), một bản tóm tắt được công nhận rộng rãi của những rối loạn tâm thần và tiêu chuẩn chẩn đoán được thừa nhận của chúng.
Bản phát hành năm 1987 (DSM-III-R), nói về "nỗi khốn khổ về một dạng chiếm hữu tình dục lặp đi lặp lại hay các dạng khác của nghiện tình dục không mang tính đồi trụy, liên quan đến một chuỗi những người mà tồn tại như một vật để sử dụng". Việc nhắc đến nghiện tình dục sau đó đã bị bỏ đi. Bản hiện tại, được phát hành năm 2000 (DSM-IV-TR), không còn nói đến nghiện tình dục như là một sự rối loạn tâm thần. Bản DSM-IV-TR vẫn bao gồm một chẩn đoán hỗn hợp được gọi là Những Rối loạn Tình dục Về mặt khác không được Chỉ rõ, mà ở đây có: "nỗi khốn khổ về một dạng quan hệ tình dục lặp đi lặp lại liên quan đến một chuỗi những người yêu nhau mà bị trải nghiệm bởi cá nhân khác như là vật được sử dụng." (Các ví dụ khác bao gồm: sự ép buộc không thay đổi ở một bạn tình không tới được, thủ dâm cưỡng ép, tình yêu cưỡng ép, quan hệ tình dục cưỡng ép).
Sự kích dục, là một triệu chứng của hưng cảm nhẹ và nghiện trong rối loạn lưỡng cực và rối loạn phân liệt, như được định nghĩa trong DSM-IV-R.
Một số tác giả tiếp tục cho rằng nghiện tình dục nên được đưa lại vào hệ thống DSM; tuy nhiên, nghiện tình dục bị từ chối đưa vào trong DSM-5, được dự kiến phát hành vào năm 2013. Darrel Regier, phó chủ tịch của lực lượng đặc biệt DSM-5, nói rằng "Mặc dù 'kích dục' là một sự bổ sung mới được đề xuất... [hiện tượng] này không là điểm chính để chúng tôi sẵn sàng để nói nó là nghiện."

### ICD
Tổ chức Y tế Thế giới xuất bản Phân loại Bệnh Quốc tế (ICD), mà không chỉ giới hạn trong rối loạn tâm thần. Phiên bản gần đây nhất, ICD-10, bao gồm "Xu hướng tình dục quá mức" như là một cách chẩn đoán (mã F52.7), nó được chia ra thành cuồng dâm (đối với nam) và loạn dâm (đối với nữ).

## Những triệu chứng và tiêu chuẩn chẩn đoán được đề xuất
Irons và Schneider đã lưu ý rằng "Những rối loạn về nghiện tình dục mà không khớp với tiêu chuẩn trong DSM-IV tốt nhất là được chẩn đoán bằng cách sử dụng một điều chỉnh của tiêu chuẩn DSM-IV về sự phụ thuộc về chất". Tương tự, Lowinson và đồng nghiệp dùng mô hình nghiện và định nghĩa nghiện tình dục như là một trạng thái ở đó một số dạng của hành vi tình dục được áp dụng theo cách mà có ít nhất hai đặc điểm sau: thất bại lặp đi lặp lại trong việc kiểm soát hành vi và sự tiếp diễn của hành vi dẫu có hậu quả xấu. Patrick Carnes, một người đề xướng khác của mô hình nghiện của nghiện tình dục, phản đối rằng hầu hết những chuyên gia trong lĩnh vực đồng ý với định nghĩa về nghiện của Tổ chức Y tế Thế giới.

### Carnes
Patrick Carnes, một trong những người đưa ra ý tưởng về nghiện tình dục, đề xuất sử dụng:
1. (Mô hình) thất bại lặp đi lặp lại trong việc chống lại những thôi thúc tham gia vào hành động tình dục.
2. Thường xuyên tham gia vào những hành vi đó ở mức độ lớn hơn hay qua một khoảng thời gian lâu hơn dự định.
3. Ham muốn dai dẳng hoặc những nỗ lực bất thành để dừng lại, giảm lại, hay kiểm soát những hành vi đó.
4. Sử dụng lượng thời gian thất thường để đạt được tình dục, để gợi dục, hoặc phục hồi sau khi trải nghiệm tình dục.
5. Bận tâm bởi hành vi hay các hoạt động khởi đầu.
6. Thường xuyên tham gia vào hành vi tình dục khi lại mong muốn hoàn thành các nghĩa vụ công việc, học vấn, gia đình và xã hội.
7. Tiếp tục những hành vi cho dù có kiến thức về những vấn đề dai dẳng hay lặp đi lặp lại về xã hội, học vấn, tài chính, tâm lý, hay thể chất mà bị gây ra hay làm trầm trọng bởi hành vi đó.
8. Nhu cầu tăng cường độ, tần suất, số lượng, hay nguy cơ của hành vi để đạt được tác dụng mong muốn, hay tác dụng bị giảm đi với những hành vi tiếp diễn ở cấp độ tương tự của cường độ, tần suất, số lượng hay nguy cơ.
9. Từ bỏ hay giới hạn các hoạt động xã hội, công việc hay giải trí bởi vì những hành vi đó.
10. Phải dùng đến nỗi đau, nỗi lo, sự bồn chồn, hay bạo lực nếu không thể tham gia vào hành vi đó vào những lúc liên quan đến SRD (Rối loạn Đam mê Tình dục).

### Goodman
Aviel Goodman, M.D., đã đề xuất một mô hình hành vi thích nghi không tốt, dẫn đến việc suy yếu hay đau khổ đáng kề về mặt lâm sàng, như được trình bày bởi ba (hay nhiều hơn) những điều sau, xảy ra vào bất kỳ lúc nào như nhau trong giai đoạn 12 tháng:
1. sức chịu đựng, được định nghĩa theo một trong hai cách sau:
  1. một nhu cầu tăng cường một cách rõ ràng lượng hay cường độ của hành vi để đạt được tác dụng mong muốn.
  2. tác dụng bị giảm đi rõ ràng với sự liên tục tham gia vào hành vi ở cấp độ hay cường độ như nhau.
2. sự cai nghiện, như được trình bày bởi một trong hai cách sau:
  1. đặc trưng tinh thần - thể chất của cai nghiện, hội chứng thể chất thể hiện những thay đổi và/hay tinh thần thể hiện những thay đổi khi không tiếp tục hành vi
  2. tham dự vào hành vi tương tự (hay gần như vậy) để làm dịu đi hay tránh những triệu chứng cai nghiện
3. thường tham dự vào hành vi trong một khoảng thời gian dài, với một lượng lớn hơn, hay ở một cường độ cao hơn dự định
4. có một ham muốn dai dẳng hay những nỗ lực không thành để bỏ hay kiểm soát hành vi
5. một lượng lớn thời gian sử dụng vào các hoạt động cần thiết để chuẩn bị cho hành vi, để tham gia vào hành vi, hay để phục hồi từ tác dụng của nó.
6. những hoạt động xã hội, công việc hay giải trí quan trọng bị từ bỏ hay bị giảm đi bởi vì hành vi
7. hành vi tiếp diễn dù có kiến thức về các vấn đề dai dẳng hay lặp đi lặp lại về thể chất hay tâm lý mà có vẻ như bị gây ra hay bị làm trầm trọng bởi hành vi đó

### Schneider
Schneider xác định ba điểm nhận biết của nghiện tình dục: ép buộc, tiếp tục bất kể hậu quả, và ám ảnh.
1. Sự ép buộc: Đây là việc mất khả năng tự do chọn lựa là dừng hay tiếp tục một hành vi.
2. Tiếp tục bất kể hậu quả: Khi những người nghiện đưa việc nghiện của họ đi quá xa, nó có thể gây ra tác động tiêu cực đối với cuộc sống của họ. Họ có thể bắt đầu rút lui khỏi cuộc sống gia đình để theo đuổi hoạt động tình dục. Việc rút lui có thể làm họ bỏ mặc con cái của họ hay làm bạn bè họ xa lánh. Những người nghiện đánh liều tiền bạc, hôn nhân, gia đình và công việc để thỏa mãn những ham muốn tình dục của họ. Bất kể tất cả những hậu quả đó, họ tiếp tục theo đuổi hoạt động tình dục quá mức.
3. Nỗi ám ảnh: Đây là khi người ta không thể tự giúp mình không nghĩ những suy nghĩ cụ thể. Những người nghiện tình dục dùng cả ngày để nghĩ về tình dục. Họ phát triển nên những ảo tưởng phức tạp, tìm ra những cách mới để đạt được tình dục và đi thăm lại về mặt tinh thần những trải nghiệm ở quá khứ. Bởi vì đầu óc họ quá bị chiếm hữu bởi những suy nghĩ này, những phần khác của cuộc sống của họ mà họ có thể nghĩ đến bị bỏ mặc.